# Кольсай
Кольсай (каз. Көлсай, до 24.12.1999 г. — Юбилейное) — упразднённое село в Талгарском районе Алматинской области Казахстана. В 2014 году включено в состав города Алма-Ата. Бывший административный центр Коктобинского сельского округа. Код КАТО — 196237100.

## Население
В 1999 году население села составляло 1112 человек (552 мужчины и 560 женщин). По данным переписи 2009 года, в селе проживали 1493 человека (700 мужчин и 793 женщины).